# Сысоев, Валерий Сергеевич
Валерий Сергеевич Сысоев (род. 1 июня 1942 года, Москва, РСФСР, СССР) — советский и российский государственный деятель, спортивный функционер, президент ФК «Динамо» (1991—1992).

## Биография
Родился 1 июня 1942 года в Москве, с шестого класса занимался лыжами и гимнастикой.
В 1956 году — окончил семилетнюю школу, в 1960 году — Кунцевский радиомеханический техникум, после его окончания был распределён на завод, где почти три года проработал радиотехником, параллельно продолжал активно заниматься коньками, лыжами, велоспортом.
В 1963 году — перешёл на работу инструктором по спорту в Институт биофизики АМН СССР, тогда же был призван на военную службу, которую проходил сначала в учебных подразделениях Бакинского гарнизона, а затем в течение 2,5 лет — в спортивной роте Спортивного Клуба Армии (Баку).
После демобилизации работал инструктором учебно-спортивного отдела Центрального совета физкультуры и спорта ЦК профсоюза рабочих среднего машиностроения, в 1969 году — был приглашен на работу начальником отдела велоспорта в Комитет по физической культуре и спорту при Совете министров СССР.
В 1971 году (по приглашению тогдашнего председателя Центрального совета «Динамо» Алексея Куприянова) — перешёл на работу в Центральный совет «Динамо» на должность начальника отдела прикладных видов спорта, после чего работал в Московской городской организации, где прошел путь от заместителя до председателя (вплоть до 1992 года), в качестве председателя занимался развитием производственной базы и спортивной индустрии общества.
В 1973 году — окончил Московский областной педагогический институт имени Н. К. Крупской.
В 1976 году — избран вице-президентом Международного союза велосипедистов, объединившего любителей и профессионалов, а в 1981 году — избран президентом Международной федерации велосипедного спорта, президентом которой являлся более 10 лет.
В период летних Олимпийских игр 1980 года — являлся председателем Московского городского совета и заместителем председателя Центрального совета «Динамо».
Весной 1989 года избран народным депутатом СССР от общественных спортивных организаций (Всесоюзное физкультурно-спортивное общество «Динамо», квота — 1 мандат) и членом Комитета Верховного Совета СССР по делам молодежи.
В 1992 году — возглавил Координационный совет по физической культуре и спорту при Правительстве Российской Федерации, который в 1993 году был преобразован в Государственный комитет по физической культуре.
В период с января по октябрь 1996 года — возглавлял Федеральную комиссию лотерей и игр России, которая в силу определённых организационных обстоятельств в октябре 1996 года была упразднена.
Являлся председателем совета директоров футбольного клуба «Динамо» (Москва), входил в состав Олимпийского комитета Советского Союза, а затем Национального Олимпийского комитета России, членом которого остаётся по настоящее время.
Генерал-майор запаса.

## Награды
- Орден «За заслуги перед Отечеством» III степени (2022)[3]
- Орден «За заслуги перед Отечеством» IV степени (2003)[4]
- Орден Дружбы (1995)[5]
- Орден Трудового Красного Знамени (1988)
- Орден Дружбы народов (1980)
- Заслуженный работник физической культуры Российской Федерации (1998)[6]
- международная награда (1987) — за заслуги в развитии мирового велосипедного спорта
- Орден Международного Олимпийского комитета (1989) — за участие в развитии международного Олимпийского движения